# أحمد العنزي (لاعب كرة قدم مواليد 2004)
أحمد فضي العنزي (مواليد 1 يناير 2004) هو لاعب كرة قدم سعودي يلعب حاليًا في نادي أحد.